# Apodanthera catharinensis
Apodanthera catharinensis är en gurkväxtart som beskrevs av Mart. Crov. Apodanthera catharinensis ingår i släktet Apodanthera och familjen gurkväxter. Inga underarter finns listade i Catalogue of Life.